# 姜翠華
姜 翠華（きょう すいか、ラテン文字翻記:Jiang Cuihua。1975年2月2日- ）は、中華人民共和国の元自転車競技（トラックレース）選手。
2000年に開催されたシドニーオリンピック・500mタイムトライアルにおいて、中国の自転車競技選手として初のメダル獲得となる銅メダルを獲得。また、世界自転車選手権の500mタイムトライアルでは、1999年、2000年にそれぞれ2位、2003年に3位を記録。さらに1999年にシドニーで開催されたオセアニア競技大会・500mタイムトライアルにおいて、同大会同種目の初代優勝者となる。
しかし、2004年にメルボルンで開催された世界自転車選手権・500mタイムトライアルでは成績が振るわず、同年開催のアテネオリンピックの同種目・中国代表は、当時の同種目世界最高記録保持者・江永華に奪われ、出場を阻まれた。